# Agrostis longifolia
Agrostis longifolia é uma espécie de gramínea do gênero Agrostis, pertencente à família Poaceae.